# Сухорічка (Соль-Ілецький міський округ)
Сухорі́чка (рос. Сухоречка) — село у складі Соль-Ілецького міського округу Оренбурзької області, Росія.

## Населення
Населення — 85 осіб (2010; 108 у 2002).
Національний склад (станом на 2002 рік):
- казахи — 42 %
- росіяни — 37 %